# 陈旭 (1952年)
陈旭（1952年11月—），男，上海人，中华人民共和国政治人物。研究生学历，管理工程硕士，曾任上海市人民检察院检察长、党组书记。

## 生平
1971年7月参加工作，1974年12月加入中国共产党。1979年9月，任上海市中级人民法院刑一庭书记员、助理审判员、办公室副主任、主任、副院长。
1995年4月，任上海市高级人民法院副院长、党组成员。1998年3月，任上海市高级人民法院党组成员、上海市第一中级人民法院院长、党组书记。2002年3月，任中共上海市委政法委副书记、上海市高级人民法院党组成员，上海市第一中级人民法院院长、党组书记。
2002年5月，任中共上海市委政法委副书记、上海市高级人民法院党组成员。2002年7月，任中共上海市委政法委副书记。2003年8月，任中共上海市委政法委副书记兼上海市政治文明建设委员会办公室副主任。2003年12月，任中共上海市委副秘书长兼市政治文明建设委员会办公室副主任、主任。
2008年2月，任上海市人民检察院检察长。2009年6月，任上海市人民检察院检察长、党组书记。
2016年1月，年龄到限不再担任上海市人民检察院党组书记。任上海市法学会会长。

### 落马
2017年3月1日，中央纪委监察部网站发布消息，上海市人民检察院原检察长陈旭涉嫌严重违纪，接受组织审查
据媒体报道，早在去年就流传在网络的一则帖子《港商上海裕通房地产公司法人任骏良举报上海市检察院原检察长陈旭》透露，陈旭曾涉四人连环命案。两法官范培俊和潘玉鸣都是分别在接受最高检专案组问话后，当天晚上接受私人宴请，第二天横死在家中。潘玉鸣和范培俊死亡一个月后，因此案接受最高检反贪总局调查询问的上海华星拍卖公司总经理王鑫明夫妇，在徐汇区上海南站附近的麦克花园别墅家中被杀害，家中壁橱里7000万存折和300万现金分文未动。这则网帖的真实性尚无法确认。
2017年5月25日，中央纪委监察部网站发布消息，称陈旭因涉及违纪和犯罪问题，被开除党籍、取消其退休待遇，移送司法机关
2018年5月，陈旭的案件由广西壮族自治区人民检察院侦查终结后，移送广西壮族自治区南宁市人民检察院审查起诉。南宁市人民检察院在向南宁市中级人民法院提起公诉时，并未指控陈旭涉嫌故意杀人。
2018年10月25日，广西壮族自治区南宁市中级人民法院認為，陈旭先后利用職務便利，为相关单位和个人在案件处理、工程承揽和公务员录用等事项上提供帮助，并收受他人财物，共计折合人民币7423.697909万元。據此对陈旭以受贿罪判处无期徒刑，剥夺政治权利终身，并处没收个人全部财产。

## 轶事

### 忏悔书被曝光
2017年9月25日在北京展览馆举办的“砥砺奋进的五年”大型成就展展出了陈旭亲笔所写的忏悔书。陈旭在忏悔书里称自己“喝酒要喝茅台酒，还要喝得出年份；红酒要喝法国三大酒庄的，还要品得出什么牌子；还沾上了抽雪茄的嗜好；社会上时兴打高尔夫球，我2005年就开始学打高尔夫球，都是高消费的生活”，还称有人说他是“老克勒”（上海话里指有点年纪但生活有品味、有情调的人），他还引以为荣。在忏悔书的末尾，陈旭附上了三份建议：关于监察委员会工作制度的建议、关于司法体制深化改革的建议、关于公务员制度改革的建议。